# Polyukhovich Yuriy Yuriyovych
Yuriy Polyukhovych (1 de noviembre de 1980, Kostopil, RSS de Ucrania ) es científico ucraniano, mayista, historiador, figura pública y política, doctor de ciencias históricas, ministro en funciones de Educación y Ciencia de Ucrania del 10 al 25 de marzo de 2020. Embajador de Ucrania en Perú (desde el 23 de diciembre de 2022 ), en Colombia (desde el 20 de junio de 2023) y Ecuador (desde el 5 de julio de 2023). Excelentísimo Académico de la Academia Latinoamericana de Historia Militar (desde 2024).

## Biografía
Yuriy Polyukhovych nació el 1 de noviembre de 1980 en la ciudad de Kostopil, región de Rivne en Ucrania.
Se graduó de la Universidad Nacional "Academia Kyiv-Mohyla"  e hizo una maestría en historia (2003) y estudios de posgrado en la Universidad Nacional Taras Shevchenko de Kyiv (2012). Es autor de la tesis "Historia política y dinástica del estado maya Baakal a partir de los materiales del corpus de fuentes epigráficas de Palenque (Lakamha)".
Habla con fluidez inglés, español y choltí clásico (el idioma de la escritura jeroglífica maya).

### Actividad pública
De 2014 a 2016 fue asesor del Ministro de Educación y Ciencia de Ucrania. Desde 2017 dirige la organización pública "Fundación de Investigación de Ucrania". El 11 de septiembre de 2019, fue designado para el cargo de Primer Viceministro de Educación y Ciencia de Ucrania. Del 10 al 25 de marzo de 2020 — Ministro interino de Educación y Ciencia de Ucrania.

### Actividad científica
Autor de más de 40 publicaciones científicas.
Cuando tenía poco más de 20 años, descifró por primera vez el carácter maya — alai, que no fue comprendido por otros científicos.
Representante de Ucrania en la Asociación Europea de Investigadores de la Cultura Maya WAYEB.
En 2014-2016, fue investigador (becario postdoctoral) en la Universidad Estatal de California en Chico (EE. UU.). Trabajó en el Instituto Nacional de Antropología e Historia (México).
Editor adjunto de la revista científica " Glyph Dwellers " (EE. UU.)

### Actividad diplomática
El 23 de diciembre de 2022 fue designado Embajador extraordinario y plenipotenciario de Ucrania en el Perú por el presidente de Ucrania .
El 24 de febrero de 2023 presentó copias de cartas credenciales al director general de Protocolo y Ceremonias de Estado del Ministerio de Relaciones Exteriores del Perú —Manuel Cacho Sousa Velázquez.
El 4 de abril de 2023 presentó sus cartas credenciales a la presidenta de la República del Perú, Dina Boluarte.
El 20 de junio de 2023, fue designado por el presidente de Ucrania como Embajador extraordinario y plenipotenciario de Ucrania concurrente en Colombia .
El 5 de julio de 2023, fue designado por el presidente de Ucrania como Embajador extraordinario y plenipotenciario de Ucrania concurrente en Ecuador .